# San Gillio
San Gillio (en français Saint-Gilles) est une commune italienne de la ville métropolitaine de Turin dans la région Piémont en Italie.

## Administration
| Période                                  | Période    | Identité          | Étiquette | Qualité |
| ---------------------------------------- | ---------- | ----------------- | --------- | ------- |
| 14                                       | juin- 2004 | Stefano Cavallero | civica    |         |
| Les données manquantes sont à compléter. |            |                   |           |         |

### Communes limitrophes
La Cassa, Val della Torre, Druento, Givoletto, Pianezza, Alpignano